# ラグビーニュージーランド学生代表
ラグビー ニュージーランド学生代表（略称NZU、New Zealand Universities）は、ニュージーランドにある7つの大学のラグビークラブを統括する、1908年創立のニュージーランド大学ラグビーフットボール評議会（New Zealand Universities Rugby Football Council）による、ラグビーユニオンの代表チーム。

## 参加チーム
7大学の8クラブチーム。出典：
- Auckland University Rugby Football Club（オークランド大学）
- University of Waikato Rugby Club（ワイカト大学）
- Massey University Rugby Football Club（マッセー大学）
- Pirates Rugby Club Napier（マッセー大学）
- Old Boys University Rugby Club（ヴィクトリア大学ウェリントン）
- University of Canterbury Rugby Club（カンタベリー大学）
- Lincoln University Sports（リンカーン大学）
- Otago University Rugby Football Club（オタゴ大学）

## 歴史
出典：
1908年、ニュージーランド全土の大学ラグビークラブを統合するために、ニュージーランド大学ラグビーフットボール評議会（New Zealand Universities Rugby Football Council）が創立された。同年、22人の選手が選抜され、NZUはオーストラリア遠征を行う。
1936年（昭和11年）1月、初めて日本遠征を行い、NZUは7戦無敗（6勝1分け）の戦績を収めた。うち、日本代表戦では1勝1分け。
1949年、第二次世界大戦中に中断していたオーストラリアの大学との対戦を再開。
1956年、遠征中の南アフリカ共和国代表と対戦し、オールブラックスメンバー10名を含むNZUが 22-15で勝利した。
1959年、ブリティッシュ・アンド・アイリッシュ・ライオンズと対戦し、13-25で敗れる。
1960年にオーストラリア遠征、1961年に、アメリカ合衆国とカナダへ遠征。
1965年、南アフリカ共和国代表と対戦し、11-55で敗れる。1966年、ブリティッシュ・アンド・アイリッシュ・ライオンズに11-24で敗れる。
1967年（昭和42年）3月、2回目（31年ぶり）の日本遠征で9戦全勝。うち、日本代表戦では2勝。
1968年（昭和43年）に日本代表がニュージーランド遠征を行った際の対戦（1試合）では、NZUが勝利。
1970年（昭和45年）3月、3回目の日本遠征で、カナダBC州代表と共に「3か国対抗戦」も行う。9戦全勝（うち、日本代表戦は3勝）。
1974年（昭和49年）5月、日本代表がニュージーランド遠征を行い、NZUとの2試合で1勝1敗となる。
1976年（昭和51年）3月、4回目の日本遠征で4勝（うち、日本代表戦で1勝）。
1977年、ブリティッシュ・アンド・アイリッシュ・ライオンズに21-9で勝利。
1980年（昭和55年）3月、5回目の日本遠征で、日本代表と25-25で引き分けて、3勝1分けとなる。
1982年（昭和57年）5月、日本代表がニュージーランド遠征を行い、NZUが2戦2勝。9月には日本で、イングランド学生代表と共に「三国対抗戦」を行い、日本代表に15-31で敗れる。
1985年、ヨーロッパ遠征でオックスフォード大学、ケンブリッジ大学などと対戦し、12戦11勝。
1988年、ニュージーランドで開催された第1回学生ワールドカップ（Students World Cup）で優勝。
2022年、NZU女子チームを創設。「ニュージーランド南島遠征」を行った。
2025年5月、日本遠征でU20日本代表と1試合、JAPAN XVと2試合対戦。日本チームとの対戦は43年ぶり。

## 日本との戦績

### 1936年（昭和11年）
| 1936年2月9日(日) 14:35 | 日本代表                                             | 8-16     | ニュージーランド学生代表             | 明治神宮外苑競技場（東京市四谷区霞岳町） レフリー: 中村米次郎 |
| 1936年2月9日(日) 14:35 | T: 2 (x3点)=スクラムT, 阪口正二 G: 1 (x2点)=笠原恒彦 | レポート | T: 3 (x3点) G: 2 (x2点) PG: 1 (x3点) | 明治神宮外苑競技場（東京市四谷区霞岳町） レフリー: 中村米次郎 |

| 1936年2月16日(日) 14:30 | 日本代表               | 9-9      | ニュージーランド学生代表 | 花園ラグビー場 (大阪府中河内郡英田村) レフリー: 阿部吉蔵 |
| 1936年2月16日(日) 14:30 | PG: 3 (x3点)=笠原恒彦3 | レポート | T: 2 (x3点) PG: 1 (x3点) | 花園ラグビー場 (大阪府中河内郡英田村) レフリー: 阿部吉蔵 |

### 1967年（昭和42年）
| 1967年3月12日(日) 14:30 | 日本代表            | 3-19     | ニュージーランド学生代表             | 花園ラグビー場 (大阪府東大阪市) レフリー: 江田昌佑 |
| 1967年3月12日(日) 14:30 | PG: 3 (x3点)=桂口力 | レポート | T: 3 (x3点) G: 2 (x2点) PG: 2 (x3点) | 花園ラグビー場 (大阪府東大阪市) レフリー: 江田昌佑 |

| 1967年3月21日(火祝) 13:30 | 日本代表                                                  | 8-55     | ニュージーランド学生代表 | 秩父宮ラグビー場（東京都港区） レフリー: 江田昌佑 |
| 1967年3月21日(火祝) 13:30 | T: 1 (x3点)=加藤猛 G: 1 (x2点)=横井章 PG: 1 (x3点)=横井章 | レポート | T: 13 (x3点) G: 8 (x2点) | 秩父宮ラグビー場（東京都港区） レフリー: 江田昌佑 |

### 1968年（昭和43年）
| 1968年6月8日(土) 14:45 | ニュージーランド学生代表                          | 25-16    | 日本代表                                                         | ニュージーランド, ウェリントン レフリー: H.レイニー |
| 1968年6月8日(土) 14:45 | T: 5 (x3点) G: 1 (x2点) PG: 1 (x3点) PT: 1 (x5点) | レポート | T: 4 (x3点)=石塚広治, 大久保吉則, 尾崎真義 G: 2 (x2点)=山口良治2 | ニュージーランド, ウェリントン レフリー: H.レイニー |

### 1970年（昭和45年）
| 1970年3月8日(日) 14:30 | 日本代表               | 6-16     | ニュージーランド学生代表 | 花園ラグビー場 (大阪市東大阪市) レフリー: 牧弥太郎 |
| 1970年3月8日(日) 14:30 | PG: 2 (x3点)=山口良治2 | レポート | T: 4 (x3点) G: 2 (x2点)  | 花園ラグビー場 (大阪市東大阪市) レフリー: 牧弥太郎 |

| 1970年3月15日(日) 14:30 | 日本代表                                                                   | 14-28    | ニュージーランド学生代表             | 花園ラグビー場 (大阪市東大阪市) レフリー: 牧弥太郎 |
| 1970年3月15日(日) 14:30 | T: 3 (x3点)=坂田好弘2, 伊藤忠幸 G: 1 (x2点)=山口良治 PG: 1 (x3点)=山口良治 | レポート | T: 6 (x3点) G: 2 (x2点) PG: 2 (x3点) | 花園ラグビー場 (大阪市東大阪市) レフリー: 牧弥太郎 |

| 1970年3月29日(日) 14:30 | 日本代表                                                                   | 14-46    | ニュージーランド学生代表                          | 秩父宮ラグビー場 (東京都港区) レフリー: 江田昌佑 |
| 1970年3月29日(日) 14:30 | T: 2 (x3点)=山口良治, 伊藤忠幸 G: 1 (x2点)=山口良治 PG: 2 (x3点)=山口良治2 | レポート | T: 9 (x3点) G: 5 (x2点) PG: 2 (x3点) DG: 1 (x3点) | 秩父宮ラグビー場 (東京都港区) レフリー: 江田昌佑 |

### 1974年（昭和49年）
| 1974年5月12日(日) | ニュージーランド学生代表             | 40-31    | 日本代表                                                                                                | ニュージーランド、ダニーデン レフリー: D.H.ミラー |
| 1974年5月12日(日) | T: 6 (x4点) G: 5 (x2点) PG: 2 (x3点) | レポート | T: 6 (x4点)=伊藤忠幸2, 井澤義明, 石塚武生, 村田義弘, 藤原優 G: 2 (x2点)=植山信幸2 DG: 1 (x3点)=井口雅勝 | ニュージーランド、ダニーデン レフリー: D.H.ミラー |

| 1974年5月26日(日) 14:45 | ニュージーランド学生代表             | 21-24    | 日本代表                                                  | ニュージーランド、ウェリントン レフリー: G.ハリソン |
| 1974年5月26日(日) 14:45 | T: 4 (x4点) G: 1 (x2点) PG: 1 (x3点) | レポート | T: 5 (x4点)=有賀健3, 森重隆, 藤原優 G: 2 (x2点)=植山信幸2 | ニュージーランド、ウェリントン レフリー: G.ハリソン |

### 1980年（昭和55年）
| 1980年3月25日(火) 14:15 | 日本代表                                                                                           | 25-25    | ニュージーランド学生代表             | 国立競技場（東京都新宿区） レフリー: 野々村博 |
| 1980年3月25日(火) 14:15 | T: 3 (x4点)=氏野博隆2, 瀬下和夫 G: 2 (x2点)=松尾雄治2 PG: 2 (x3点)=松尾雄治2 DG: 1 (x3点)=松尾雄治 | レポート | T: 5 (x4点) G: 1 (x2点) PG: 1 (x3点) | 国立競技場（東京都新宿区） レフリー: 野々村博 |

### 1982年（昭和57年）
| 1982年5月16日(日) | ニュージーランド学生代表             | 35-20    | 日本代表                                                                             | ニュージーランド, ウェリントン レフリー: ブリガン |
| 1982年5月16日(日) | T: 7 (x4点) G: 2 (x2点) PG: 1 (x3点) | レポート | T: 3 (x4点)=戸嶋秀夫, 金谷福身, 本城和彦 G: 1 (x2点)=本城和彦 PG: 2 (x3点)=本城和彦2 | ニュージーランド, ウェリントン レフリー: ブリガン |

| 1982年5月30日(日) | ニュージーランド学生代表 | 22-6     | 日本代表                                  | ニュージーランド, プケコヘ レフリー: ビーチ |
| 1982年5月30日(日) | T: 5 (x4点) G: 1 (x2点)  | レポート | T: 1 (x4点)=本城和彦 G: 1 (x2点)=本城和彦 | ニュージーランド, プケコヘ レフリー: ビーチ |

| 1982年9月26日(日) 14:15 | 日本代表                                                                            | 31-15    | ニュージーランド学生代表                          | 国立競技場（東京都新宿区） レフリー: B.アンダーソン |
| 1982年9月26日(日) 14:15 | T: 4 (x4点)=辻悦朗2 小西義光, 谷藤尚之 G: 3 (x2点)=本城和彦3 PG: 3 (x3点)=本城和彦3 | レポート | T: 1 (x4点) G: 1 (x2点) PG: 2 (x3点) DG: 1 (x3点) | 国立競技場（東京都新宿区） レフリー: B.アンダーソン |

### 2025年（令和7年）
| 2025年5月16日(金) 16:00 JST (UTC+9) | U20日本代表 | 52-45                                     | ニュージーランド学生代表 | 別府市営実相寺多目的グラウンド（大分県別府市） 観客数: 300人 レフリー: モーガン・ホワイト（香港） |
| 2025年5月16日(金) 16:00 JST (UTC+9) | T: 太田啓嵩(2) 9', 40+1' 園田虎之介 22', 花澤祐太 28' 冨永凱士 63', 市川翔太 69' 高島來亜 74', 加賀谷太惟 78' G: 丹羽雄丸(6) 9', 40+1', 64', 70', 75', 79' | タイムライン 選手一覧 結果配信表 レポート | T: ジャクソン 10', マクラウド 16' コールズ 25' マッカーシー(2) 52', 58' ムリアイナ 56', バラ 72' G: コールズ(5) 11', 17', 53', 57', 73' | 別府市営実相寺多目的グラウンド（大分県別府市） 観客数: 300人 レフリー: モーガン・ホワイト（香港） |

| 2025年5月20日(火) 14:00 JST (UTC+9) | JAPAN XV | 78-28                                     | ニュージーランド学生代表                                                                                            | 別府市営実相寺多目的グラウンド（大分県別府市） 観客数: 600人 レフリー: 東村侑真（関西協会） |
| 2025年5月20日(火) 14:00 JST (UTC+9) | T: エピネリ・ウルイヴァイティ 6', 80' チャーリー・ローレンス 9', 40+2' 李智寿 19', 小林典大 26' 竹之下仁吾 28', 42', 中楠一期 50' 武藤航生 55', メイン平 58', 65', G: 中楠一期 7', 10', 20', 27', 29', 40+3', 51' メイン平 56', 66' | タイムライン 選手一覧 結果配信表 レポート | T: ジョシュア・ラドクリフ 66', 77' オリヴァー・バラ 74' ミカ・ムリアイナ 78' G: ミカ・ムリアイナ 67', 75', 77', 78' | 別府市営実相寺多目的グラウンド（大分県別府市） 観客数: 600人 レフリー: 東村侑真（関西協会） |

| 2025年5月24日(土) 14:00 JST (UTC+9) | JAPAN XV | 30-12                            | ニュージーランド学生代表                                                              | 大分スポーツ公園クラサスサッカー・ラグビー場Aコート（大分県大分市） 観客数: 400人 レフリー: 延原梨輝翔（関西協会） |
| 2025年5月24日(土) 14:00 JST (UTC+9) | T: 奥井章仁 11', 小村真也 18' チャーリー・ローレンス 28' G: 小村真也 12', 18', 29' PG: 小村真也 61', 伊藤耕太郎 70', 82' | タイムライン 結果配信表 レポート | T: ミカ・ムリアイナ 35' ルイ・カルヴァート 63', 74' G: ミカ・ムリアイナ 36', 64', 75' | 大分スポーツ公園クラサスサッカー・ラグビー場Aコート（大分県大分市） 観客数: 400人 レフリー: 延原梨輝翔（関西協会） |